# ジョルダン・セポ
ジョルダン・セポ（Jordan Sepho、1998年12月8日 - ）は、フランスのラグビー選手。

## プロフィール
- フランスポントワーズ出身[1]。
- ポジションはセンター(CTB)。
- 身長 194cm、体重 105kg

## 略歴
2024年、2024パリ五輪の7人制フランス代表に選ばれて金メダル獲得。